# Spirits (píseň, The Strumbellas)
„Spirits“ je píseň kanadské indie rockové skupiny The Strumbellas. Pochází z jejich třetího studiového alba Hope, které vyšlo v roce 2016. Jedná se o nejznámější píseň skupiny. Její popularita převládá zejména na sociální síti TikTok.

## Videoklip
Oficiální videoklip byl zveřejněn 28. ledna 2016. Zachycuje kapelu hrající píseň během pohřbu. Všichni pozůstalí a hosté mají na sobě masky a kostýmy. Následně se z obyčejného pohřbu stává takzvaný jazz funeral, neboli jazzový pohřeb.

## V kultuře
Píseň se objevila v několika filmech, například v Middle School: The Worst Years of My Life nebo Půlnoční láska.
Píseň i hudební skupina se staly populárními v roce 2020 díky sociální síti TikTok.

## Obsazení
- Simon Ward – zpěv
- Jeremy Drury – bicí, perkuse, doprovodné vokály
- Jon Hembrey – kytara, doprovodné vokály
- Darryl James – basová kytara, doprovodné vokály
- Isabel Ritchie – housle, doprovodné vokály
- David Ritter – klávesy, doprovodné vokály